# 蓑田秀策
蓑田 秀策（みのだ しゅうさく、1951年（昭和26年）7月20日 - ）は日本の実業家。コールバーグ・クラビス・ロバーツ日本法人社長・会長を経て、一般財団法人100万人のクラシックライブ代表理事。

## 人物
東京都出身。1974年一橋大学経済学部卒業、日本興業銀行入行。ニューヨーク勤務、ロンドン勤務を経て、みずほコーポレート銀行でシンジケーション部門の統括や、グローバル投資銀行グループ統括を担当。日本における為替オプション取引制度や、シンジケートローン市場の整備を行った。またイギリスの現地法人では中山恒博と二人三脚で、経営を担った。
2007年、みずほコーポレート銀行を退社し、世界最大のプライベート・エクイティ・ファンド運営会社コールバーグ・クラビス・ロバーツに入社。KKRジャパンの共同最高経営責任者に就任、2008年にはKKRジャパン代表取締役社長に就任。買収ファンドの運営を行う。2009年からはKKRが買収した日本トイザらスの取締役を兼務した。また一橋大学で非常勤講師を務め、藤巻健史、多胡秀人とともに金融について講ずる。2013年4月、KKRジャパン代表取締役社長を退任し会長に就任した。2014年12月、同社退職。
その後、2015年、地域の身近な場所でミニコンサートを開催する一般財団法人100万人のクラシックライブを設立し同代表理事に就任するとともに、一橋大学大学院商学研究科非常勤講師や、株式会社オプトホールディング取締役、株式会社東横イン取締役も務める。

## 略歴
- 1951年 東京都生まれ
- 1974年 一橋大学経済学部卒業、日本興業銀行 入行
- 1998年2月 日本興業銀行 金融法人部副部長
- 1998年6月 日本興業銀行 アレンジャー業務推進室長
- 2000年 日本興業銀行 シンジケーション部長
- 2002年 みずほコーポレート銀行 シンジケーション部長
- 2003年 みずほコーポレート銀行 執行役員 ディストリビューション第一部長
- 2004年 みずほコーポレート銀行 常務執行役員 シンジケーションビジネスユニット統括・シンジケーション＆ローントレーディング コンプライアンス統括・グループ統括
- 2006年 みずほコーポレート銀行 常務執行役員 グローバルシンジケーションユニット・グローバルプロダクツユニット統括
- 2007年7月 KKRマネージング・ディレクター、KKRジャパン 代表取締役 兼 共同最高経営責任者
- 2007年9月 KKRキャピタル・マーケッツ 代表取締役
- 2008年 KKRジャパン 代表取締役社長
- 2009年 日本トイザらス 取締役 兼務
- 2013年4月 KKRジャパン  代表取締役会長
- 2014年12月 同社退職
- 2015年 一般財団法人100万人のクラシックライブ代表理事、東横イン取締役、オプトホールディングス取締役[8]